# 馮兆吉
馮兆吉（?—?），直隸順天府遵化人，清朝政治人物。乾隆二年考中進士。他會書法。
乾隆十二年十一月，接替曹江。擔任江蘇宜興縣知縣。后由康曾詔接任。